# Lissotriton lantzi
Lissotriton lantzi – gatunek (lub podgatunek) płaza ogoniastego z rodziny salamandrowatych występujący endemicznie w zachodnim i środkowym Kaukazie. Dorasta do 10 cm długości i cechuje się dużą głową i długim ogonem. W Czerwonej księdze gatunków zagrożonych IUCN płaz ten klasyfikowany jest jako gatunek najmniejszej troski.

## Nazewnictwo
Nazwany na cześć francuskiego herpetologa Louisa Lantza (1886–1953), który dostarczył osobniki do Francji z Gruzji i Rosji na początku XX wieku.

## Pozycja taksonomiczna
Pozycja taksonomiczna niepewna. Do niedawna uznawany za podgatunek traszki zwyczajnej (Lissotriton vulgaris). Badanie filogenetyczne z 2017 roku dowiodło, że takson ten powinien być traktowany jako osobny gatunek. Część badaczy nadal klasyfikuje go jako podgatunek traszki zwyczajnej. Figuruje jako osobny gatunek w płazich bazach danych AmphibiaWeb i Amphibian Species of the World, od 2023 roku także w Czerwonej księdze gatunków zagrożonych IUCN.

## Wygląd
Dorasta do 6–10 cm długości. Ogon długi, szczególnie u samców, głowa duża. U samców na brzuchu występują duże czarne kropki, u samic są one bardzo małe. Na palcach u stóp widoczne duże frędzle skóry. Występuje 13 kręgów (u traszki zwyczajnej zazwyczaj 12). Grzebień na grzbiecie poszarpany. Na końcu ogona znajduje się długa nić.

## Zasięg występowania i siedlisko
Endemit. Płaz ten występuje na zachodnim i środkowym Kaukazie od Noworosyjska na zachodzie, do zachodniego Dagestanu na wschodzie. Stwierdzany był też we wschodnim Azerbejdżane, ale prawdopodobnie wymarł w tym kraju. Historyczne stwierdzenia pochodzą też z północnej Armenii i północno-wschodniej Turcji, jednak płaz ten od dawna nie był tam obserwowany. Spotykany na wysokościach bezwzględnych 250–2700 m n.p.m. L. lantzi zasiedla stawy, rowy oraz tereny podmokłe na obszarach leśnych.

## Rozmnażanie
Okres godowy trwa od marca do maja, a samica składa do 220 jaj w jednym okresie godowym.

## Status
W Czerwonej księdze gatunków zagrożonych IUCN płaz ten od 2023 roku klasyfikowany jest jako gatunek najmniejszej troski (LC, ang. Least Concern). Trend liczebności oceniany jest jako spadkowy. Wielu jego populacjom zagraża wyginięcie. Zagraża mu utrata siedlisk bagiennych, urbanizacja, rozwój turystyki, wylesianie, osuszanie i zanieczyszczanie zbiorników wodnych, introdukowane ryby i szopy pracze oraz odłów w celach hodowlanych.